# Стадион имени 10-летия независимости Украины
Стадион имени 10-летия независимости Украины, прежнее название  -«Сталеканатчик» — стадион в городе Харцызск Донецкой области. Домашняя арена ФК «Харцызск».

## История
Стадион «Сталеканатчик» в Харцызск был построен в XX веке, сначала принадлежал местному сталепроволочно-канатному заводу. Известен тем, что в осенней части сезона 1998/99 годов на нем проводил свои матчи донецкий «Металлург». Матчи Высшей лиги Украины в среднем посещали около 1,4 тысячи зрителей. В 7-ми домашних матчах на стадионе «Сталеканатник» «Металлург» не потерпел ни одного поражения (5 побед и 2 ничьи).